# Torrontés
Il Torrontés è un vitigno a bacca bianca aromatica, o semi-aromatica coltivato nel medio Nord-Ovest dell'Argentina, che produce un vino secco, con profumo e sapore più o meno distinti di Moscato.
Esistono tre varietà di vitigni Torrontés in Argentina: 
Il Torrontés riojano (proveniente dalla provincia di La Rioja) e in seguito piantato anche in quella di Salta, il più diffuso, ma anche il più tipico, caratteristico ed aromatico, in passato confuso con alcune Malvasìa europee;  
il Torrontés sanjuanino (proveniente dalla provincia di San Juan), il con maggiore acidità e più secco, usato anche per le acqueviti come il Pisco;
e il Torrontés mendocino (proveniente dalla provincia di Mendoza), che da uve dagli aromi e sapore più neutri, meno mineralità e, a volte, con tenore zuccherino, quindi alcolico, meno consistente. Dal punto di vista enologico è questa considerata la varietà meno interessante e con minori potenzialità d'affinamento.

## Origine
Per molti anni, l'origine delle cultivar Torrontés è stata oggetto di speculazione: si è creduto che il Torrontés del Sud America fosse la stessa varietà che l'uva Torrontés dalla Galizia in Spagna. Recenti ricerche utilizzando l'impronta genetica hanno dimostrato che i tre Torrontés sono geneticamente strettamente correlati, ma vitigni distinti: e con un alto grado di probabilità, i risultati hanno indicato che il Torrontés riojano e Torrontés sanjuanino sono ciascuno la progenie di un incrocio tra moscato d'Alessandria e Criolla chica e che il Torrontés mendocino è probabilmente la progenie del Moscato d'Alessandria, anche se l'altro genitore non è stato identificato.

## Regioni del vino

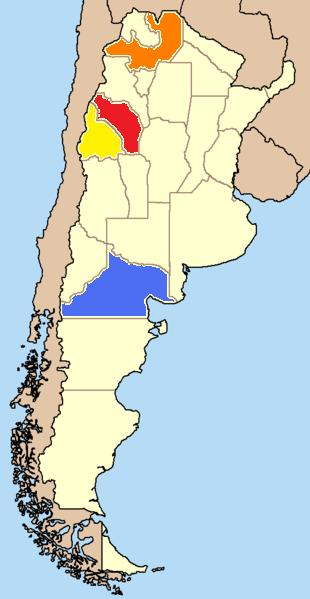
Le province dell'Argentina dove si sviluppano la maggior parte dei Torrontés. Il Torrontés riojano è più ampiamente coltivato in La Rioja (rosso) e Salta (arancione). Il Torrontés sanjuanino è più ampiamente coltivato nella provincia di San Juan (giallo) mentre il Torrontés mendocino è più ampiamente coltivato nella provincia di Rio Negro (blu).

Il Torrontés è coltivato in tutta l'Argentina e la sua superficie è in costante aumento: la ragione, in parte, di questo aumento deriva dalla crescita in Argentina dell'esportazione del vino, dove il vitigno ha trovato un notevole successo soprattutto verso  gli Stati Uniti, il  Regno Unito e il Canada, ma anche da una migliore comprensione ed identificazione delle diverse varietà Torrontés che consentono una migliore contabilizzazione degli impianti.
Per gran parte della sua storia  (compresa nel tardo XX secolo) il Torrontés è poco utilizzato, rispetto al Pedro Giménez e al trebbiano,  tra i vitigni a bacca bianca in Argentina. Ma fin dall'inizio del XXI secolo, il declino delle piantagioni di queste due varietà e la crescente popolarità del vitigno Torrontés gli permette di diventare il vitigno a bacca bianca più coltivata in Argentina, dove ha continuato ad essere dal 2008.
Le diverse varietà di Torrontés si sono sviluppate in diverse zone dell'Argentina. Il Torrontés riojano è ampiamente coltivato nelle province di La Rioja e Salta nel nord dell'Argentina ed è, infatti, la sola varietà più coltivata (sia rosso e bianco) in La Rioja. A Salta, i vigneti vengono piantati in alta quota e spesso più di 1600 metri sopra il livello del mare: qui, le condizioni di crescita sfavorevoli permettono alla varietà di ottenere un'acidità elevata e sapori affermati.
Nel arido provincia di San Juan, il Torrontés sanjuanino è coltivato ma in quantità minori rispetto al Torrontés riojano. Il Torrontés mendocino è la varietà meno diffuse ed è presente soprattutto nella provincia meridionale del Rio Negro.